# A Gyilkos bábok szereplőinek listája
Ez a lista a Gyilkos bábok (Puppet Master)-filmsorozat szereplőit sorolja fel.

## André Toulon
Toulon a Gyilkos bábok-sorozat főszereplője, egy francia bábművész, aki megtanulta az egyiptomi varázsló reanimációjának titkát, és tudását bábszínházi előadásaiban kamatoztatta, hogy bábjait életre keltse, és közönségét szórakoztassa. Vérszomjas bábjaiba elhunyt barátai lelkét ültette át, akiket meggyilkoltak. Életre keltette őket, hogy bosszút álljanak azokon, akik megölték őket, és segítsenek megőrizni a mágia titkát.
Életének nagy részét menedékhelyeken, bujdokolva, rejtőzve, meneküléssel töltötte a nácik, démonok és mindenki más elől, akik megpróbálták megszerezni az ő sötét, féltett titkát. Az első részben öngyilkosságot követett el, hogy megakadályozza, hogy ellopják tőle a titkát, de az évek során különböző formában többször visszatért, szellemként, emberi testekben, báb testeket öltve, és Decapitron formájában.

## Blade
Blade (Penge): Ő a bábok vezetője, felderítő. Egyike azon kevés báboknak, ki Pinhead és Jester mellett az összes Gyilkos bábok-filmben és az összes rész VHS, DVD illetve Blu-ray borítóján feltünt. Magassága 1'9 " (1 feet (30,5 cm) és 9 inch (2.54 cm), vagyis 53.34 cm. Súlya 4 lbs (4 pound (1 pound: 0.45 kg) azaz 1.8 kg. Külső megjelenése gótikus, kicsi, sápadt arcú, látszólag üres fekete szemekkel, hosszú fehér hajú, fekete hosszú kabátot és széles karimájú kalapot visel. Blade-t André Toulon hozta létre, külsejét a náci Krauss őrnagyról (Sturmbannführer) modellezte. Lelkét Dr. Hess, egy német tudós és orvos szolgáltatta. Blade-t Neil Gallagher (Gyilkos bábok) bábmester, André Toulon (Gyilkos bábok 2.), és Dr. Megrew (Curse of the Puppet Master) vezetése alatt mind gonosz terveik, céljaik megvalósítására felhasználták, akikkel végül szembefordult. Ám André Toulon-t, Danny Coogan-t (Puppet Master: Axis of Evil, Puppet Master X: Axis Rising, Puppet Master: Axis Termination), Rick Meyers-t (Gyilkos bábok 4., Gyilkos bábok 5.), Eric Weiss-t (Puppet Master: The Legacy) és Robert Toulon-t (Puppet Master vs Demonic Toys), mindnyájukat tisztességesen, hűen szolgálta a jó oldalon. Penge bal keze hegyes kampóval van felszerelve, jobb kezéhez tartozó késsel, tüskés alakú "golyó szeme" van, amely időről időre kiugrik az aljzatából. Áldozatai száma: 37

Apróságok: Blade Retro (Retro Puppet Master) változata André mentora, Valentin Thompson volt. Bár Blade-et Krauss őrnagy mintájára tervezték ugyan, de eredetileg egy Mephisto nevű báb volt. Ő az egyetlen olyan karakter, akinek a ruhája nem változik filmről filmre. Blade vokális hangját Bert Rosario kölcsönözte.

## Pinhead
Pinhead (Tűfej): Ő, valamint Blade és Jester az egyetlen karakter, akik az összes Puppet Master filmben feltűnt. 1'7" (1 feet (30,5 cm) és 7 inch (2.54 cm) magas, vagyis 48.28 cm. Súlya 2 lbs (2 pound (0.90 kg) azaz 0.9 kg. Pinhead egy Herman Strauss nevű német férfi lelkét örökölte a náci Németországban. Strauss egy teherautó sofőr volt, aki titokban ételt csempészett be zsidóknak a gettókba, ennek eredményeképpen a nácik árulásért megölték őt. Retro változata egy koldus lelke volt, akit Toulon ismert, és (Afzel segítségével) életre keltett (Retro Puppet Master). Pinhead-et  Neil Gallagher bábmester, André Toulon (Gyilkos bábok 2.), és Dr. Megrew (Curse of the Puppet Master) vezetése alatt mind gonosz terveik, céljaik megvalósítására felhasználtak, akikkel végül szembefordult. Pinhead ereje természetfeletti, szuper erejét két nagy keze adja, amelyek akár végzetes csapást is okozhatnak. Fegyverei: Kezei, kötél, súlyzók, Bazooka, bokszer. Áldozati száma: 31

## Jester
Jester: Jester, Blade és Pinhead...Ők az egyetlen olyan karakterek, akik a Gyilkos bábok sorozat történetének összes részében szerepelt. Jester a bábok között az ész, ő a tervező, szervező. Magassága 1'8" (1 feet (30,5 cm) és 8 inch (2.54 cm) magas, vagyis 50.82 cm. Súlya 1.5 lbs (1.5 pound (0.45 kg) azaz 1.35 kg. Jester lelkét egy Hans Seiderman névre hallgató német könyvelőtől kapta. Seiderman komikus alkat volt, szeretett játszani és vicceket mesélni, másokat szórakoztatni, központi egyéniség volt, akit a nácik megöltek, mert vicceivel túl messzire ment, átlépett egy határt. Jester egyedi képességekkel rendelkezik, képes elforgatni fejének három felé osztott részét: homlokát, arcát és állát, mely ötféle kifejezést mutat: boldog, dühös, szomorú, dühödt vagy meglepett (megdöbbent). Eszközéül tudhatja még jogarát, melyet néha fegyverként is használ. Jogarával csak a  Puppet Master vs Demonic Toys című részben volt látható. Az első 5 részben vörös ruhát viselt, ujjai lila és fekete színben keveredtek, az 1. részben és a 2. elején nem viselt kalapot. A Puppet Master 6-8-ban Jester-en minden piros volt, az ujjai vörösre és kékre festettek, fején kék kalappal. A Puppet Master vs Demonic Toys-ban Jester-en minden narancssárga volt. Az első öt részben a bábok őrzőjeként tevékenykedik, amint veszélyt érez, azt a megfelelő időben jelzi társainak, és megtervezi az akciót. Jester leggyakoribb társa Pinhead a 3., 4., 5. részben. Olyan szűk helyekre is befér ahova társai nem. Ő Blade, a bábok vezetőjének helyettes szerepét tölti be.

Apróságok: Jester egészen a 6. részig nem ölt meg senkit,  ekkor Blade segítségével végzett Garvey Sheriff-vel. Minden Puppet Master filmben megjelenik, kivéve a Puppet Master-t: a Littlest Reich-et, amely a remake trilógia első része, amelybe nem került bele. Fegyverei: Jogar, kalapács, olló, szike, buzogány, és figyelemelterelés. Áldozatai száma: 3

## Tunneler
Tunneler (Sirásó): Tunneler lelke Joseph Sebastein, egy katonáé, akit a nácik bányászként halálra dolgoztattak sóbányáikban. Tunneler fő fegyvere a fejére szerelt kúp alakú fúró, mellyel áldozatait sorra szedi. A sorozat egyik legaktívabb, és legkegyetlenebb gyilkológépe ő. A Puppet Master vs Demonic Toys című rész kivételével az összes epizódban látható. Áldozatai száma: 27

Apróságok:
Retro hasonmása (Drill Sergeant) André egyik mentora volt, Vigo Garrison. Eredetileg fegyver kellékei közé tartozik egy géppuska és egy csákány, de ezen fegyvereit soha nem használta őket a filmekben.

## Torch
Torch (Fáklya): Torch-ot André Toulon bábmester alkotta a 2. részben. Torch a film végén szembefordult mesterével és szénné égette. A Gyilkos bábok 5.-ben Rick Meyers-nek segédkezik a démon leküzdésében. 
Fáklya lelkének eredetéről három elmélet szól: 1. Az első részből az erőszakos és kegyetlen Neil Gallagher-től. 2. A másik feltételezés, hogy a második részben a számos legyilkolt állat áldozata közül egyik szelleme tulajdonosa lett ő. 3. Harmadik elmélet szerint Torch lelke Patrick Bramwell-é, Tunneler egyik áldozata, akinek agyát szétfúrta.
Fegyverei: Lángszóró, Gránátvető, Tűzálló fegyverek széles körű arzenálja, lángkard, robbanó lövedékek. Áldozatai száma: 18

Megjelenése: Gyilkos bábok 2., Gyilkos bábok 4. (csak poszteren), Gyilkos bábok 5., Curse of the Puppet Master (cameo szerep), Puppet Master: The Legacy (cameo szerep), Puppet Master: The Littlest Reich

## Six Shooter
Six Shooter (Hatlövetű): Six Shooter egy őrült cowboy, kinek hat karja van, mindegyik kezében végzetes fegyverrel. Arca előtt egy piros kendővel, mely önmagában mozog. Lelkét a bérgyilkos Dan “Tex” Cooper-től és az egyiptomi varázslótól, André tanítómestere Afzel-től örökölte. Először a Gyilkos bábok 3. – Toulon bosszúja című felvonásban volt látható.  Képességei közé tartozik a mesterlövészet, a kötözés és úgy mássza a falat, akár egy pók. A  Puppet Master vs Demonic Toys-ban Six Shooter egy tűzvész során megsérült, ezt követően lézer fegyverekkel szerelték fel. A Puppet Master: Axis of Evil című részben csupán a karjával találkozhatunk. Áldozatai száma: 16

Megjelenése: Gyilkos bábok 3. – Toulon bosszúja, Gyilkos bábok 4., Gyilkos bábok 5., Curse of the Puppet Master, Retro Puppet Master (A színfalak mögött, Behind The Scenes), Puppet Master: The Legacy, Puppet Master vs Demonic Toys, Puppet Master: Axis of Evil, Puppet Master X: Axis Rising (Csak a karjai, Arms Only), Puppet Master: Axis Termination

## Leech Woman
Leech Woman (Piócás): Leech Woman 1'7" (0,48 m) magas, és súlya 2 lbs (0.90 kg). Svájcban Ilsa néven született. Ilsa apja nem túl népszerű svájci nagykövet volt. 1902-ben édesapjával Párizsba utaztak, ott találkozott jövendőbeli férjével, André Toulonnal. Élték békés nyugodt  életüket, míg egy nap a sötét Sutekh démonúr el nem rabolta őt, azonban André bábjaival megmentette őt (Retro Puppet Master). 1926-ban Ilsa (Elsa) és André Kairóba utazik egy előadásra, ahol André bábja, Mephisto (a későbbiekben Blade), súlyos balesetben elégett. Egy régi kereskedő által Toulon újfajta mágia tudására tesz szert, ezáltal Berlinbe visszatérve André megalkotja négy új bábját: Tunneler, Jester, Pinhead és Six-Shooter. Tunneler, Pinhead és Jester az ő régi barátjuk lelkeit kapták: Joseph Sebastion (Tunneler), egy amerikai katona, akit elfogtak, éheztettek és a munkatáborok sóbányáiban halálra dolgoztattak a nácik; Jester, egy könyvelő, Hans Seiderman lelkét, aki cirkuszi bohócként kereste kenyerét, míg a nácik agyon nem lőtték; és Pinhead, egy kedves ember, Herman Strauss, akit megöltek, mert élelmiszert csempészett a náci munkatáborokba; Six Shooter személyazonossága nem ismert. Ilsát Krauss őrnagy meggyilkolta a 3. részben. André később elment a hullaházba Ilsa holttestéhez Pinhead-el és Jester-rel, ahol szövetmintát vett a holttestből. Visszatérve ideiglenes táborukba, André Ilsa szövetéből elkészített egy formulát, amelyet Ilsa mintájára készült új bábjába injektált, feltámasztva ily módon kedvesét. Később Toulon magán is elvégezte a kísérletet, mely során óriási erőre tett szert (Gyilkos bábok 2.), azonban az életben maradáshoz ölniük szüntelen kellett. Leech Woman-t egy Martha nevű túlsúlyos nő elpusztította a 2. epizódban. Charles Band azonban nem végzett karakterével, és később feltámasztotta, de anem a 4., és 5. részben nem volt jelen. Leech Woman különleges képessége, hogy képes felöklendezni, lerakni mérgező piócákat áldozata testrészeire. A piócákon kívül mindig magánál tart egy kést. Ő volt az egyetlen női báb Bombshell és Comb Queen előtt. Áldozatai száma: 15

Megjelenése: Gyilkos bábok, Gyilkos bábok 2., Gyilkos bábok 3. – Toulon bosszúja, Curse of the Puppet Master, Retro Puppet Master, Puppet Master: The Legacy (cameo szerepben), Puppet Master: Axis of Evil, Puppet Master X: Axis Rising

## Decapitron
Ő a bábok mestere, tanácsadója, kit Guy Rolfe alakít. Feltűnt a Gyilkos bábok 4., és 5. fejezetében. Fekete kesztyűt, barna bőrkabátot visel, fekete nadrággal-és övvel. Decapitron egy fej nélküli báb. Nyakán egy kiálló csonk helyezkedik el, ahol a foglalba illeszthető három cserélhető fej. Rendes grafit szürke lakkozott fején behorpadt szemüreg tátong, se szája, sem orra nincs, akár egy fantom. Teljes alteregója az 1996-os The Tomorrow Man (Holnapember) című film Julian Sands által megformált főszereplőjének. Neve tükrözi a tényt, miszerint cserélhető fejekkel rendelkezik, másik feje hasonlít egy izzóhoz, a harmadikat fegyverként alkalmazza, hatalmas pusztítás kíséretében villámokat szór ellenfelére. Decapitron eredetéről nem sok információ ismeretes. André Toulon befejezetlen bábja volt. Magasságáról és súlyáról szintén nincs adat. Lelke André Toulon-é, a bábok névadója és alkotója. Ellentétben Toulon többi bábjaival, Decapitron nem aktiválható a formula beinjektálásával, elektromos képlet alapján elektromos árammal kombinálva kell aktiválni. Más báboktól eltérően aktivitása ideiglenes. Amint aktiválódik, rendszerint feje Toulon-á morphálódik (átalakul), aki tanácsokkal látja el az éppen aktuális bábok mesterét, Rick Myers-t. Bárki külső megjelenését és hangját le tudja másolni. A morfája úgy néz ki, mint egy sötétkék, kopasz jellegtelen humanoid fej Fegyverei: Elektromos lézer, gépfegyver, röntgenfelvétel, morfológia. Áldozatai száma: 8.

## Mephisto
Mephisto egy ördögi báb, amely nevét Toulon a híres pusztító ördög Mephistopheles után kapta, ki egy karakter a német népművészetben ("Faust"). André Toulon 1912-ben Kairóban mutatta be egy előadásán. Bár önálló filmet soha kapott, de a báb továbbra is népszerű a rajongók körében, valószínűleg különleges külseje miatt. Egy napon egy Kairó-i kereskedő elpusztította, elégette őt, aki később az élet titkának tudásával ruházta fel Toulont. A második világháború idején Toulon felhasználta a fejét, hogy elkészítse Blade-t. Áldozatai száma: 2

Megjelenése: Gyilkos bábok 2.

## Náci bábok

### Weremacht
Weremacht egy náci báb, amelyet Dr. Freuhoffer alkotott, hogy segítse a nácikat Porter tábornok meggyilkolásában. Weremacht egy élő vérfarkas, ki SS katona egyenruhát visel. Legádázabb ellenfele Blade, akivel gyakran megküzdött. Lelkének eredete ismeretlen, de valószínűleg egy elesett náci katonáé lehetett. Weremacht úgy néz ki, mint egy náci katona szürke egyenruhában, egy piros Szvasztika karszalaggal a bal karján. A bőre vastag, bundája szürkésbarna, fekete orra, és arany szeme van, szája tele borotvaéles fogakkal. Hosszú ujjai végén hatalmas karmok diszelegnek.

### Blitzkrieg
Blitzkrieg a négy náci báb egyike, amelyet Dr. Freuhoffer készített. Blitzkrieg-et egy tank báb, melyet a Tunneler szérummal keltettek életre, hogy segítsenek Porter tábornok elpusztításában a náciknak. Robotszerű teste fegyverrel felszerelt. Két végzetes fegyvere: az első két géppuska, a másik elektromos áramcsapás, melyet Pinhead ellen használt egy csata során. Izzó vörös szeme van. Egy német Stahlhelm sisakot visel, oldalán egy vas kereszt szimbólummal, arcán gázmaszkkal. Testének alsó része egy fekete páncélos tankhoz hasonlít. A tank testét náci szimbólumok díszítik, horogkeresztes zászlóval kiegészítve.

### Bombsell
Bombshell az egy női náci báb, amit Dr. Freuhoffer készített. A nácikkal együtt harcol. Vas mellei mögött egy pár géppuska van felerősitve. Lelke a csábító Uschitól származik.  Ő Leech Woman riválisa, meg van győződve arról, hogy ő Leech Woman végzete. A történet során Six-Shooter lövése megsebesíti. Bombshell külsőleg egy női náci tiszt, aki egy kigombolt fehéret inget visel, alatta egy fém melltartóval, melyben két rejtett pisztoly van, éles lőszerekkel töltve. Hosszú szőke haja van, ajka piros, szeme kék. Náci tiszti ruhát visel, fekete nadrágot, hosszú bőrcsizmával. Mindkét kezén fekete kesztyű.

## Totemek
A Totemek Sutekh avatárjai és csatlósai. Démoni harcosok, akik megbüntethetik a kiváncsiskodókat, kik megpróbálják feltárni világukat, titkaikat és hatalmukat. Sutekh és követői (Watchers) felvágják ereiket, és vérüket keltik életre Totemeiket. Az alvilágból egy különleges Ouija-Táblán keresztül jutnak át. Ezt követően a követők a valós világban átveszik felettük az irányítást, az ő szemükkel látnak, hallanak, éreznek. Ám bármilyen kárt is szenvednek a Totemnek, ha elpusztulnak, a követők is velük halnak. A totemnek éles fogai és karmai vannak, mágikus erővel is felruházták őket, miután megöltek valakit, életenergiájukat elszívják, amit alvilági irányítójuk, a Watchers-ek hasznosítanak. További hasznos képességük, hogy vészhelyzetben azonnal vissza tudnak teleportálni az alvilágba. A totemek kicsi, vékony narancssárga színű lények. Testüket különböző tüskés, szimbólumok borítják. Nagyon éles fogakkal és karmokkal rendelkeznek, nagy sisakszerű feje van, amely eltakarja csontváz arcát. Testükön különböző ékszereket, például gyöngy nyakláncot vagy apró drágakövet viselnek. Lelküket Sutekh-től és három démoni követőjüktől nyerik. Áldozati száma: 6

Megjelenése: Gyilkos bábok 4., Gyilkos bábok 5.

## Fordítás
- Ez a szócikk részben vagy egészben  a   List of Puppet Master characters című angol Wikipédia-szócikk fordításán alapul.  Az eredeti cikk szerkesztőit annak laptörténete sorolja fel. Ez a jelzés csupán a megfogalmazás eredetét és a szerzői jogokat jelzi, nem szolgál a cikkben szereplő információk forrásmegjelöléseként.